# Eugnesia balteata
Eugnesia balteata là một loài bướm đêm trong họ Geometridae.